# Simon de Tournai
Simon de Tournai (ou Simon de Tornaco  et parfois maître Simon), né vers 1130 à Tournai et décédé en 1201, est un chanoine qui s'inscrit dans le mouvement de la Renaissance intellectuelle du XIIe siècle.

## Biographie
Il étudie dans sa ville natale avant de se rendre à Paris, à l'école du cloître de Notre-Dame où il étudie notamment sous la direction d'Odon de Soisson dont il est le collaborateur et protégé.
Il enseigne à l'école des arts (sept arts libéraux) avant de devenir un éminent maître en théologie en 1165. Selon Thomas de Cantimpré,, il aurait prononcé le blasphème des trois imposteurs et aurait été immédiatement frappé d'épilepsie. Matthieu Paris lui attribue un autre blasphème. Ces anecdotes ne trouvent guère de crédit chez les historiens modernes.

Une chose est sûre, il s'est fait de nombreux ennemis, non seulement du fait de son tempérament arrogant et de son goût de la provocation, mais aussi et surtout en raison de la place importante qu’il accorde à Aristote dans son enseignement. On le voit notamment dans ses Disputationes. La disputatio consistait en un cours consacré à une ou plusieurs quaestiones (on en compte pas moins de 371 dans l’ensemble des 102 disputationes de Simon). Elle est entrée dans sa forme dialectique dès la seconde moitié du XIIe siècle, notamment sous l’influence du Sic et Non d’Abélard. Avec Simon de Tournai, la dispute marque une évolution majeure, car elle se détache désormais tout à fait de la lectio magistralis. Simon aborde les questions telles qu’elles lui sont posées par ses étudiants, et non dans le but d’expliquer un passage de la lectio. Il réunit pour chacune les arguments pro et contra, avant de proposer une ou plusieurs solutiones. Le genre de la dispute chez Simon préfigure donc la quaestio disputata promise à un si grand avenir au Moyen Âge.

Simon de Tournai est également l'auteur d'une Somme intitulée Institutiones in sacram paginam. Dans l’introduction de celle-ci, il propose une théorie générale de la signification appliquée aux Écritures. Il y dresse notamment un classement des signes parmi lesquels on retrouve les sacrements « signes sacrés de choses sacrées ».